# Beata Daszyńska-Muzyczka
Beata Urszula Daszyńska-Muzyczka (ur. 21 października 1967) – polska menedżerka specjalizująca się w finansach. W latach 2016–2024 prezes Banku Gospodarstwa Krajowego.

## Wykształcenie
Jest absolwentką uczelni ekonomicznych o specjalności zarządzanie finansami przedsiębiorstw, Advanced Leadership Programme w ICAN Institute oraz Judge Business School na Uniwersytecie w Cambridge.

## Praca zawodowa
W latach 1994–2016 pracowała w Banku Zachodnim WBK (obecnie Santander Bank Polska). Kierowała tam, między innymi, wdrożeniami strategicznych projektów, jak nowy model oddziału, czy bankowość elektroniczna MiniBank24. Odpowiadała za restrukturyzację i optymalizację procesów bankowych. Kierowała Obszarem Logistyki i Nieruchomości, pełniła funkcję przewodniczącej rady nadzorczej spółki BZ WBK Nieruchomości. Odpowiadała za projekt transformacji kultury organizacyjnej „Bank Nowej Generacji”. Pełniła też funkcję dyrektora Obszaru Partnerstwa HR. Od 2015 była członkinią Zarządu BZ WBK.
W 2016 została powołana przez premier Beatę Szydło na stanowisko prezesa Banku Gospodarstwa Krajowego. Wraz z pozostałymi członkami zarządu przygotowała i zrealizowała trzyletnią strategię 2017–2020, która pozwoliła bankowi mocniej skoncentrować się na kluczowych obszarach działalności. W tym czasie BGK wzmacniał aktywność poza granicami Polski i otworzył przedstawicielstwa zagraniczne w Londynie, Brukseli, Frankfurcie i Amsterdamie.
Beata Daszyńska-Muzyczka jest także pomysłodawczynią i inicjatorem powołania Funduszu Trójmorza i od 2019 pełni w nim funkcję przewodniczącej rady nadzorczej. BGK jest jego współzałożycielem. Celem Funduszu jest rozwój infrastruktury w państwach regionu Trójmorza poprzez finansowanie projektów transportowych, energetycznych i cyfrowych, co ma wspierać integrację i spójność gospodarczą całej UE. 4 lipca 2023 została mianowana Ambasadorem – specjalnym przedstawicielem Prezydenta RP do spraw Inicjatywy Trójmorza.
Beata Daszyńska-Muzyczka jest pomysłodawczynią inicjatywy 3W: woda, wodór, węgiel, realizowanej przez Bank Gospodarstwa Krajowego. O tej inicjatywie poinformowała w sierpniu 2021 roku podczas Kongresu 3W: woda, wodór, węgiel, zorganizowanego po raz pierwszy w ramach IV Forum Wizja Rozwoju w Gdyni.
Beata Daszyńska-Muzyczka wchodzi w skład Kolegium Prezydenta Rzeczypospolitej Polskiej do spraw Polityki Międzynarodowej i kapituły Nagrody Gospodarczej Prezydenta RP. Jest przewodniczącą rady programowej Federacji Przedsiębiorców Polskich. Jest członkinią kapituły Nagrody Gospodarczej Forum Wizja Rozwoju, rady programowej Kongresu ICAN Management Review, a także Rady Uniwersytetu Medycznego we Wrocławiu.
11 stycznia 2024 została odwołana przez premiera Donalda Tuska ze stanowiska prezesa Banku Gospodarstwa Krajowego.
Weszła w skład komitetu wspierającego kandydaturę Karola Nawrockiego na prezydenta RP w wyborach w 2025.

## Nagrody
- W 2018 uhonorowana nagrodą specjalna Bankowego Menedżera Roku 2018 nadawaną przez Gazetę Bankową za partnerską współpracę z bankami komercyjnymi i spółdzielczymi, budującą rozwiązania finansowe wspierające rozwój gospodarczy kraju[20];
- W 2020 uhonorowana Nagrodą Prometejską im. prezydenta Lecha Kaczyńskiego[21];
- W 2020 w Top 10 Polskich Menedżerek magazynu Forbes[22];
- W 2021 Federacja Przedsiębiorców Polskich uhonorowała ją nagrodą Osobowość Gospodarcza Roku 2021. Nagroda była uznaniem za działania na rzecz stymulowania polskiej gospodarki m.in. poprzez rozwój Funduszu Trójmorza oraz realizację Programu Inwestycji Strategicznych[23].
- W 2023 podczas gali Człowieka Roku 2022 Tygodnika Wprost otrzymała nagrodę specjalną za strategiczne decyzje i skuteczne przywództwo[24].

## Odznaczenia
- Krzyż Kawalerski Orderu Odrodzenia Polski – 2025[25]
- Order Krzyża Ziemi Maryjnej IV klasy – Estonia, 2021[26][27][28]